# Куланинский заказник
Куланинский заказник — государственный охотничий заказник регионального значения, ООПТ, расположенная на территории Камышинского района Волгоградской области.

## Географическое положение
Северная граница: от места пересечения грунтовой дороги Воднобуерачное — Даниловка с административной границей Саратовской и Волгоградской областей граница идёт на север далее поворачивает на восток и идёт по границе областей до Волгоградского водохранилища.
Восточная граница: от пересечения границы Саратовской и Волгоградской областей и Волгоградского водохранилища граница идёт в южном направлении по правому берегу водохранилища до х. Галка.
Южная граница: от х. Галка по асфальтированной дороге в западном направлении до с. Верхняя Добринка.
Западная граница: от с. Верхняя Добринка на север по асфальтированной дороге до с. Воднобуерачное, от него на северо-запад по грунтовой дороге Воднобуерачное-Даниловка до границы Саратовской и Волгоградской областей.

## Описание
Учреждён постановлением главы администрации Волгоградской области от 16.11.07 г. № 1942 «О государственных охотничьих заказниках в Волгоградской области» с целью сохранения, воспроизводства и восстановления объектов животного мира, отнесенных к объектам охоты, редких и исчезающих видов зверей и птиц, в том числе ценных в хозяйственном, научном и культурном отношении, улучшения среды их обитания, а также для поддержания целостности естественных сообществ. Угодья имеют высокий потенциал для разведения и сосредоточения значительного количества видов животных.
Минимальная высота — 15,0 м абс., урез Волгоградского водохранилища. Максимальная высота — 280,0 м абс., вершина эрозионного останца на плато. Типы рельефа: древнеаккумулятивный (20 %) эрозионно-денудационный (< 5 %), эрозионно- аккумулятивный (70 %), аброзионный (5 %). Климат засушливый с резко выраженной континентальностью. Почвы: каштановые с солонцами, каштановые неполноразвитые, солонцы каштановые, перегнойно-карбонатные, пески слабогумусированные. Почвообразующие породы: глины хвалынские («шоколадные») и тяжелые суглинки, в том числе карбонатные — кора выветривания палеогеновых опок, песчаников, реже верхнемеловых мергелей и опок, местами легкие суглинки и супеси коры выветривания палеогеновых песков. Коренные породы: палеогеновые опоки, песчаники, реже верхнемеловые мергели, опоки, мел. Залегают на глубине 20-60 см, часто — с поверхности. Протяженность гидрологической сети около 100 км. Густота речной сети 0,1 км/100 га. Всего 5 рек. Пресные постоянные овражно-балочные водотоки и речки, Волгоградское водохранилище, заливы, родники, многочисленные временные водотоки. Ручьи: ручей Воднобуерачного оврага, ручей Малой Кривцовской балки — «Дитцев сад», ручей Большой Кривцовской балки, Песчаный ручей. Речки: Даниловка, Куланинка, Щербаковка, Добринка, Ураковка. Родники: Дитцев сад, 3 безымянных родника, Куланинский, Верхнедобринский, Добринский. Растительность: петрофитные варианты сухих степей (тырсовых, типчаковых, полынных, петрофитно-разнотравных); псаммофитные разнотравно-перистоковыльные и разнотравно-злаковые. Байрачные леса и лесо-защитные насаждения. Состав древостоя: дуб черешчатый, берёза повислая, вяз приземистый, клён, сосна обыкновенная. Представители фауны: ондатра, лисица, заяц-русак, хорь, серая куропатка, утка, гусь, лось, косуля, кабан.
Охраняемые виды: бобр, норка, барсук, косуля, кабан, лось, куница (экономически ценные), а также редкие и находящиеся под угрозой исчезновения виды растений и животных, занесённые в Красные книги. Экосистемы: зональные сухостепные, экстрозональный комплекс, интрозональные комплексы, защитные лесные насаждения.
- Самка кабана с поросёнком
- Кабан, убитый человеком в рамках регулирования численности популяции
- Серая куропатка